# Großsteingrab Neu Gaarz (Jabel)
Das Großsteingrab Neu Gaarz ist eine megalithische Grabanlage der jungsteinzeitlichen Trichterbecherkultur bei Neu Gaarz, einem Ortsteil von Jabel im Landkreis Mecklenburgische Seenplatte (Mecklenburg-Vorpommern).

## Lage
Das Grab befindet sich etwa 1,5 km südwestlich von Neu Gaarz, 1,5 km nördlich von Loppin und etwa 200 m nordwestlich des Krog- oder Krummer-Sees in einem zum Naturschutzgebiet Seen- und Bruchlandschaft südlich Alt Gaarz gehörenden Waldstück. Etwa 350 m südsüdöstlich liegt auf einem Feld das Großsteingrab Loppin.

## Beschreibung
Bei einer 1868 durchgeführten Grabung wurde eine Grabkammer unbestimmten Typs festgestellt, die noch fünf nach außen geneigte Wandsteine und einen ins Innere der Kammer gerutschten Deckstein aufwies. Der Deckstein hatte eine Länge von 10 Fuß und eine Breite von 5 Fuß. Während der Grabung wurde er gesprengt und beiseite geräumt. Die Zwischenräume der Wandsteine wiesen Zwickelmauerwerk aus kleinen Steinplatten auf, die teils aus Granit, teils aus rotem Sandstein bestanden. Die Kammer wies eine Verfüllung aus Sand und Humus auf, ein Bodenpflaster konnte hingegen nicht festgestellt werden. In der humosen Schicht wurden Reste eines menschlichen Skeletts in schlechtem Erhaltungszustand angetroffen. Als einzige Beigabe wurde ein Feuerstein-Bruchstück gefunden, das vielleicht von einem Meißel stammte.
Der heutige Zustand des Grabes ist unklar. Ewald Schuldt und Hans-Jürgen Beier führen es als zerstört, in der Landesdenkmalliste ist es hingegen als erhalten verzeichnet.